# Radio Bogoria
Radio Bogoria – rozgłośnia radiowa z Grodziska Mazowieckiego.

## Opis
Stacja rozpoczęła swoją działalność w styczniu 1998 roku. Obecnie nadaje na częstotliwości 94,5 MHz. Obejmuje swoim zasięgiem obszar o promieniu kilkudziesięciu kilometrów. Radio Bogoria usłyszeć można m.in. w Milanówku, Żyrardowie, Mszczonowie, Błoniu, Brwinowie, Kampinosie, Pruszkowie, Piastowie, Piasecznie, Podkowie Leśnej i w niektórych dzielnicach Warszawy.
Program emitowany jest przez 24 godziny na dobę. Poświęcony jest niemal w całości tematyce lokalnej z muzyką pop. Najważniejszym celem stacji jest dotarcie do jak największej liczby mieszkańców z regionu zachodniego Mazowsza z informacjami i komentarzami o aktualnych wydarzeniach w ich miejscu zamieszkania. W 2008 roku stacja przeniosła się z dotychczasowej redakcji mieszczącej się przy ulicy Kilińskiego 8b do nowo otwartego Centrum Kultury przy ulicy Spółdzielczej 9. Od początku istnienia do 30 kwietnia 2015 roku redaktorem naczelnym stacji był Jacek Grabowski. Od 1 maja 2015 roku redaktorem naczelnym Radia Bogoria jest Marek Karczewski – poprzednio związany między innymi z Radiem ZET, Radiem PLUS i VOX FM.